# الصعبية
الصعبية، قرية من قرى محافظة المهد، والتابعة لمنطقة المدينة المنورة في السعودية. تقع في جنوب شرق المدينة المنورة، وتبعد عنها بمسافة تقارب 150 كيلو مترا، وعن مهد الذهب بمسافة تقارب 74 كيلو مترا.

## مركز الصعبية
مركز الصعبية: هو من مراكز فئة (ب).
الموقع
يقع المركز في الجزء الشمالي الغربي من محافظة المهد.
المساحةتبلغ مساحته (1,826كم2)، وتمثل 7.46% من مساحة المحافظة، ويأتي في المرتبة الثالثة.
السكانيبلغ عدد سكانه 3,710 نسمة، ويأتي في المرتبة الرابعة.
بعد المركز عن المحافظةيقع المركز على بعد 70 كم من المحافظة، والطريق المؤدي إليه اسفلتي، ويعد المركز في المرتبة الرابعة من حيث القرب من مقر المحافظة.